# 3 Bootis
3 Bootis, som är stjärnans Flamsteed-beteckning, är en dubbelstjärna i den sydvästra delen av stjärnbilden Björnvaktaren. Den har en skenbar magnitud på ca 5,97 och är svagt synlig för blotta ögat där ljusföroreningar ej förekommer. Baserat på parallaxmätning inom Hipparcosuppdraget på ca 10,5 mas, beräknas den befinna sig på ett avstånd på ca 293 ljusår (ca 90 parsek) från solen. Stjärnan rör sig bort från solen med en heliocentrisk radiell hastighet av ca 12 km/s.

## Egenskaper
3 Bootis är en gul till vit jättestjärna av spektralklass G5 III, för närvarande befinner sig i Hertzsprungklyftan. Den har en massa som är ca 1,8 gånger solens massa, en radie som är ca 3,7 gånger större än solens och utsänder ca 29 gånger mera energi än solen från dess fotosfär vid en effektiv temperatur på ca 5 850 K.
3 Bootis är ett dubbelsidig spektroskopisk dubbelstjärna med en omloppsperiod på 36 dygn och en excentricitet på 0,543. Omloppsplanet lutar 74,5° och paret bildar därför inte en förmörkelsevariabel.